# Pierre Lhermitte (économiste)
Pierre Lhermite, décédé en 2017, était un économiste et informaticien français, responsable des études d'EDF, président du Conseil économique et social au milieu des années 1960, puis en 1970 président fondateur du Cigref, coalition de grandes entreprises qui avait pour objectif de représenter un poids suffisant pour être considéré par IBM, dont elles étaient clientes.

## Biographie
Ingénieur polytechnicien et des Ponts-et-Chaussées diplômé en 1947, Pierre Lhermite a été chef du Service des affaires Economiques au Ministère des Travaux publics et des transports puis directeur-adjoint d'EDF à partir de 1963. 
En 1967, la section de la production industrielle et de l’énergie du Conseil économique et social, organise une mission aux Etats-Unis pour s’informer sur l’état de l’électronique mise au service de l’information. Elle est confiée à trois experts, Pierre Lhermitte, Emmanuel Mayolle, vice président du CNPF, et Bernard Joseph. Au retour, le premier rédige un rapport sur les «Conséquences prévisibles du développement de l’automatisation de la gestion des entreprises», adopté en décembre 1967 et publié en 1968 dans un livre, qui insiste sur "les besoins en réseau de transmissions de données", sous le titre « Le pari informatique », avec une préface d'Émile Roche, qui a présidé le Conseil économique et social de 1954 à 1974,,,,.
En 1970 il participe à la fondation du Cigref, réunissant cinq grandes entreprises souhaitant représenter un poids suffisant pour être considéré par IBM, dont elles étaient clientes et il en est le premier président.
Pour fêter les 40 ans du Cigref en décembre 2010, de très nombreuses personnalités et dirigeants, sont réunis autour de Pierre Lhermitte.